# Dibbersen (Buchholz)
Dibbersen ist ein Stadtteil der Stadt Buchholz in der Nordheide im niedersächsischen Landkreis Harburg bei Hamburg. Seit der Gebietsreform 1972 gehört die vormals selbstständige Gemeinde Dibbersen zur Stadt Buchholz.

## Lage und Verkehr
Dibbersen ist die nördlichste Ortschaft von Buchholz in der Nordheide. Der Ort grenzt im Norden an die zur Gemeinde Rosengarten gehörigen Orte Emsen, Nenndorf und Eckel, im Süden an den Buchholzer Stadtteil Steinbeck und im Westen an Wenzendorf sowie im Nordwesten an den zur Gemeinden Neu Wulmstorf zählenden Ort Mienenbüttel. Dibbersen liegt direkt an der A 1 mit der gleichnamigen Anschlussstelle und hat über das Buchholzer Dreieck direkten Anschluss an die A 261 und A 7 Richtung Hamburger Hafen. Die Bundesstraße 75 führte bis zu einer nach jahrzehntelanger Diskussion letztlich realisierten Ortsumgehung im Jahr 2014 mitten durch die Ortschaft.
Westlich von Dibbersen im Regionalpark Rosengarten befindet sich mit dem Stuvenwald ein beliebtes Naherholungs- und Ausflugsgebiet.

## Gemeindegliederung
Die Ortschaft Dibbersen besteht wiederum aus zwei Ortsteilen:
- Ortsteil Dibbersen
- Ortsteil Dangersen

## Geschichte
Frommans Landhotel geht auf eine Schankwirtschaft zurück, die seit 1656 besteht.
1870/71 wurde die Windmühle am Heidschnuckenweg gebaut.
Am 1. Juli 1972 wurde Dibbersen in die Stadt Buchholz in der Nordheide eingegliedert.

## Wahrzeichen
Wahrzeichen des Ortes ist die 2007 restaurierte historische Windmühle. Diese kann für Veranstaltungen und standesamtliche Trauungen gebucht werden.

## Dorferneuerung
Im Rahmen des Dorferneuerungsprogramms des Landes Niedersachsen wurde das Ortsbild Dibbersens erneuert.
Die Erneuerung wird auf der Grundlage der „Richtlinie über die Gewährung von Zuwendungen zur integrierten ländlichen Entwicklung“ unter Beteiligung der Europäischen Union gefördert. Die Betreuung der Fördergelder obliegt dem Amt für Landentwicklung bei der Behörde für Geoinformation, Landentwicklung und Liegenschaften (GLL). Ziel der Maßnahme ist, den Bestand dörflicher Strukturen zu bewahren und zu pflegen. Gefördert werden Gemeinden, sowie Privatpersonen, die beispielsweise ihre Gebäude im Rahmen der Dorferneuerungsplanung modernisieren und dabei die dorftypische „Architektursprache“ weiterentwickeln. Die Buchholzer Ortschaften Dibbersen mit Dangersen, sowie die benachbarten Orte Emsen und Langenrehm sind in dieses Programm als so genannter Dörfer-Verbund aufgenommen worden.
Die Planungen zur Dorf-Erneuerung wurden gemeinsam mit den Bürgern der Ortschaft Dibbersen mit ihrem Ortsteil Dangersen durchgeführt. Hierfür sind verschiedene Arbeitskreise gebildet worden. Im Rahmen der Dorferneuerung wurden verschiedene Projekte, wie der Rückbau der ehemaligen B75 durchgeführt.

## Politik

### Ortsrat
Dibbersen verfügt über einen Ortsrat. Dieser wird zu allen wesentlichen Veränderungen in der Ortschaft gehört, hat jedoch nur innerhalb seines eigenen kleinen Etats Entscheidungsgewalt. Für alle grundlegenden Entscheidungen ist der Buchholzer Stadtrat zuständig. 
Der Ortsrat besteht derzeit aus 7 Mitgliedern (Stand: September 2021):
- CDU: 4 Sitze
- SPD: 2 Sitze
- Grüne: 1 Sitz

### Ortsbürgermeister
Der Ortsbürgermeister ist Christian Horend (CDU). Stellvertretende Ortsbürgermeisterin ist Birgit Albers (ebenfalls CDU).
Die Wahlperiode beträgt regelmäßig fünf Jahre und dauert damit voraussichtlich bis 2026 an.

## Bildung und Kultur

### Bildungseinrichtungen
In Dibbersen gibt es keine öffentliche Grundschule. Grundschüler gehen nach den Schuleinzugbezirksgrenzen in die in Buchholz befindliche Heideschule. Es gibt zudem die private Christliche-Schule-Nordheide (CSN) (ehemals August-Hermann-Francke-Schule), welche von der Grundschule bis zum Abitur die gesamte Bandbreite der schulischen Laufbahn ermöglicht.
Außerdem gibt es in Dibbersen zwei Kindertagesstätten, eine dritte ist in Planung.

### Vereine
In Dibbersen gibt es einen Schützenverein, der auch alljährlich das Schützenfest ausrichtet.

### Feuerwehr
Eine wichtige Rolle in der Dorfgemeinschaft bildet die Freiwillige Feuerwehr. Hier engagieren sich ca. 70 Bürger ehrenamtlich. Ein Einsatzschwerpunkt bildet die nahe Autobahn. Neben den klassischen Aufgaben richtet die Feuerwehr jedes Jahr das Osterfeuer aus und bietet den Kindern und Jugendlichen im Ort durch die Jugendfeuerwehr einen Anlaufpunkt und bilden eine wichtige soziale Säule.

## Wirtschaft und Verkehr

### Verkehr
Über die Autobahn 1 sowie die am Ort vorbeiführende Bundesstraße 75 ist Dibbersen hervorragend an das überregionale Verkehrsnetz angebunden. Somit sind die Großstädte Hamburg und Bremen schnell erreichbar. Im ÖPNV verkehren mehrere Regionalbuslinien der KVG nach Harburg und Buchholz. Außerdem erschließt die Linie 4102 des Buchholz Stadtbussystems das südlich der Ortslage liegende Gewerbegebiet. Die nächsten Bahnhöfe befinden sich in Buchholz sowie Klecken.

### Wirtschaft
Dibbersen war lange durch und die durch den Ort verlaufende B75 geprägt, um die sich mehrere Einzelhandelsbetriebe angesiedelt hatten. Seit deren Verlegung und des damit einhergehenden starken Rückgangs des Durchgangsverkehrs und damit potentieller Kunden haben die meisten der Unternehmen ihren Standort aufgegeben. Ein Hotel mit angegliedertem Restaurant und Brauerei, ein Laminathandel sowie ein Schnellrestaurant nebst Tankstelle mit Waschstraße befinden sich noch im Ort.
Südlich der Ortslage zwischen Kreisstraße 13 und Bundesstraße 75 wurden durch die Stadt Buchholz seit den 2000ern umfangreiche Gewerbeflächen (Gewerbegebiet II Vaenser Heide) ausgewiesen, die aktuell vollständig belegt sind. Vor allem kleine und mittelständische Unternehmen haben sich hier angesiedelt. Zu nennen sind hier der Baustoffhandel Bauwelt Delmes Heitmann, eine Tanzschule, unterschiedlichste Handwerksbetriebe sowie Dienstleister wie Architekten, Ingenieure und Rechtsanwälte sowie Veranstaltungstechniker wie GrohPa Veranstaltungstechnik. Einzelnen Einzelhandelsbetriebe wie ein Fahrradcenter sowie der Jagd- und Freizeitausstattungshändler Frankonia sind hier auch zu finden. Größere Betrieb sind MHG Heiztechnik, die mittelständische Druckerei Beisner Druck, Schneekoppe, der Textilproduzent Brands Fashion, Lühmann Stahlbau die Karosseriebauer Grundt und Moetefindt sowie MDS Messebau. Insgesamt ca. 60 Unternehmen sind hier zuhause.
Seit dem Jahr 2019 befindet sich ein weiteres Gewerbegebiet in der Realisierung, der Technologie- und Innovationspark TIP Nordheide. Hier wird durch die WLH Wirtschaftsförderung im Landkreis Harburg, die mit dem Isi-Gründerzentrum bereits eine Einrichtung speziell für Start-Ups betreibt, ein Leuchtturmprojekt umgesetzt. Es entstehen hochwertige Gewerbeflächen für technologie-, -forschungs- und innovationsaffine Unternehmen, die sich in einem gleichzeitig entstehenden Campus mit Dependancen unterschiedlicher Forschungseinrichtungen austauschen und kooperieren können. Eine Ausstattung als Pilotgebiet mit 5G-Technologie ist in Planung.